# Agrostis striata
Agrostis striata é uma espécie de gramínea do gênero Agrostis, pertencente à família Poaceae.